# Broadland (South Dakota)
Broadland ist eine Gemeinde im US-Bundesstaat South Dakota. Sie gehört zum Beadle County. Das U.S. Census Bureau hat bei der Volkszählung 2020 eine Einwohnerzahl von 27 ermittelt.